# Georges Dejaeghère
Georges Auguste Dejaeghère (Roubaix, 7 gennaio 1879 – ...) è stato un ginnasta francese.
Partecipò ai Giochi olimpici del 1900 di Parigi nella gara degli esercizi combinati dove arrivò undicesimo con 272 punti.